# Hita (Óita)
Hita (japonsky 日田市, Hita-ši) je město nacházející se v západní části prefektury Óita a leží nedaleko hranic prefektur Fukuoka a Kumamoto na severu Kjúšú v pánvi vzniklé srážkou vod z pohoří, které ho obklopují. Město je obklopeno horami Aso, Kudžú a Hiko a stékají se v něm řeky Mikuma a Kagecu. Historie města sahá více než 1 300 let do minulosti; v období Edo se rozvinulo ve významné obchodní centrum.

## Historie
Hita byla historicky díky svému umístění strategický místem. Během dobývání Kjúšú Hidejoši Tojotomi opevnil město a udělal z něj svojí hlavní základnu na ostrově. V období Edo pod přímou kontrolou šógunátu Tokugawa město vzkvétalo opět díky svému umístění a přitahovala bohaté obchodníky, čímž se pak stalo obchodním centrem na Kjúšú. Tento vliv se významně projevil na městské architektuře, a proto je město přezdíváno „Malým Kjótem“ nebo „Kjótem na Kjúšú“.

### Významné události
- 11. prosince 1940 – vznik administrace města Hita spojením s šesti okolními vesnicemi
- 31. března 1955 – město Hita se sloučilo s pěti obcemi Higaši-Arita, Ono, Ocuru, Džomei a Gowa
- březen 1956 – otevření tratě Japonských státních drah Hita
- srpen 1970 – založeno Sdružení obcí s rozšířenou působností Hita-Kusu
- březen 1990 – otevření rychlostní silnice Trans-Kyushu (Asakura - Hita)
- 22. března 2005 – město Hita a pět vesnic v okrese Hita - Maezue, Nakacue, Kamicue, Ójama a Amase se spojily do nového města Hita
- prosinec 2016 – festival Hita Gion zapsán na seznam nehmotného kulturního dědictví UNESCO

## Festivaly

### Festival Tenrjó Hita Ohina
Festival Tenrjó Hita Ohina (天領日田おひなまつり) se slaví od 15. února do 31. března, kdy se v Japonsku slaví Hinamacuri. Festival se ve městě slaví v tradičních domech z období Edo a má rituální význam přející malým dívkám zdráví a štěstí.

### Festival Hita Gion

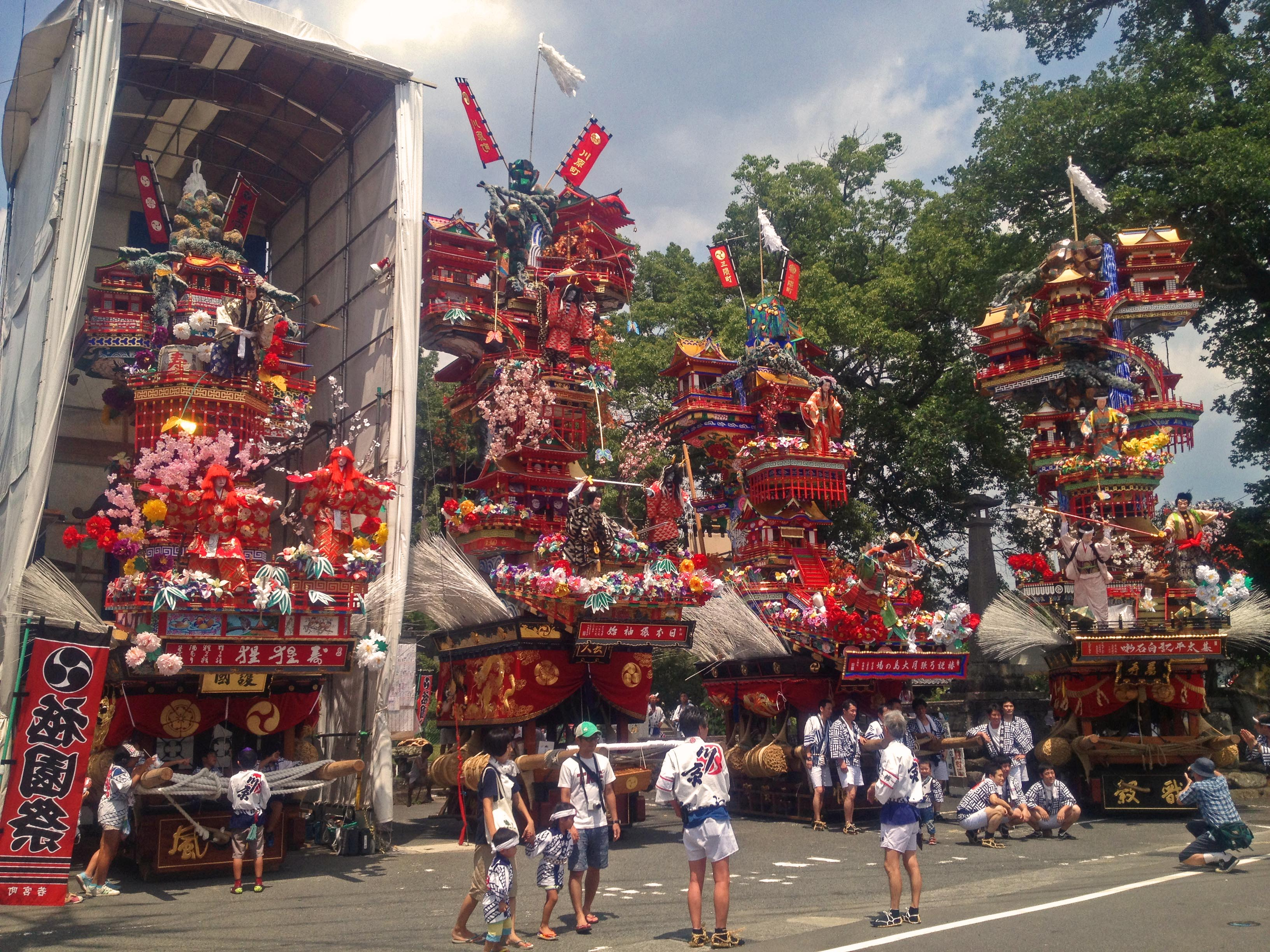
Průvod Jamahoko

Festival Hita Gion (日田祇園祭) se slaví na poslední víkend v červenci a jedná se o jedno tří hlavních festivalů Gion na Kjúšú s 300 letou tradicí a je součástí kulturního dědictví UNESCO. Během festivalu vede městěm průvod Jamahoko (velké výzdobné vozy) doprovázený tradiční hudbou Gion Bajaši. Během průvodu je zobrazeno devět hlavních Jamahoko reprezentující jednu část města Hita. Jamohoko používány k účelům tohoto festivalu jsou viditělné po celý zbytek roku v hale Hita Gion.

### Festival Hita Tenrjó
Festival Hita Tenrjó (日田天領まつり) se koná třetím víkendem v listopadu. Akce přenáší město do období Edo, kdy byla Hita pod Tokugawským šógunátem. V době tohoto festivalu vede přes město průvod 200 lidí v tradičních kostýmech z období Edo a lze v něm nalézt stánky s jídlem na toto téma.

### Festival bambusového světla Hita Sen-nen Akari
Sen-nen Akari (千年あかり) je festival konající se třetí týden v listopadu, kdy ulice Mameda-mači a řeky Kagecu osvítí 30 000 bambusovými světly.

## Hospodářství a místní produkty
Hita je proslulá svými hruškami, jejichž různé druhy jsou k dostání v různých ročních obdobích. Město je také proslulé svou keramikou známou jako Kogada. Jedná se o druh keramiky vyráběný v hornaté oblasti, 17 km severně od centra města. Ve městě se také nachází muzeum keramiky Kogada. Kromě toho se město pyšní jakožto rodilým domovem autora světově známé mangy Útok Titánů Hadžime Isajamy a nachází se tu i muzeum mangy Útok Titánů. Město spustilo v roce 2019 projekt Šingeki no Hita (進撃の日田) v němž byly postaveny bronzové sochy postav z mangy ve městě před přehradou Ójama a nádražím Hita. Odhaduje se že město v roce 2021 díky turistice fanoušků Útok Titánů přinesl přes 3 miliardy jenů.

## Významní lidé
- Kaoru Mitoma (fotbalový hráč)
- Hadžime Isajama (výtvarník mangy a spisovatel)
- Hirose Tansó (učenec a spisovatel)
- Džunko Maja (herečka)
- Keisuke Kimoto (fotbalový hráč)
- Kodži Kuramoto (džutistický atlet)
- Sajami Macušita (lukostřelkyně)